# Qurban Hussain, Baron Hussain

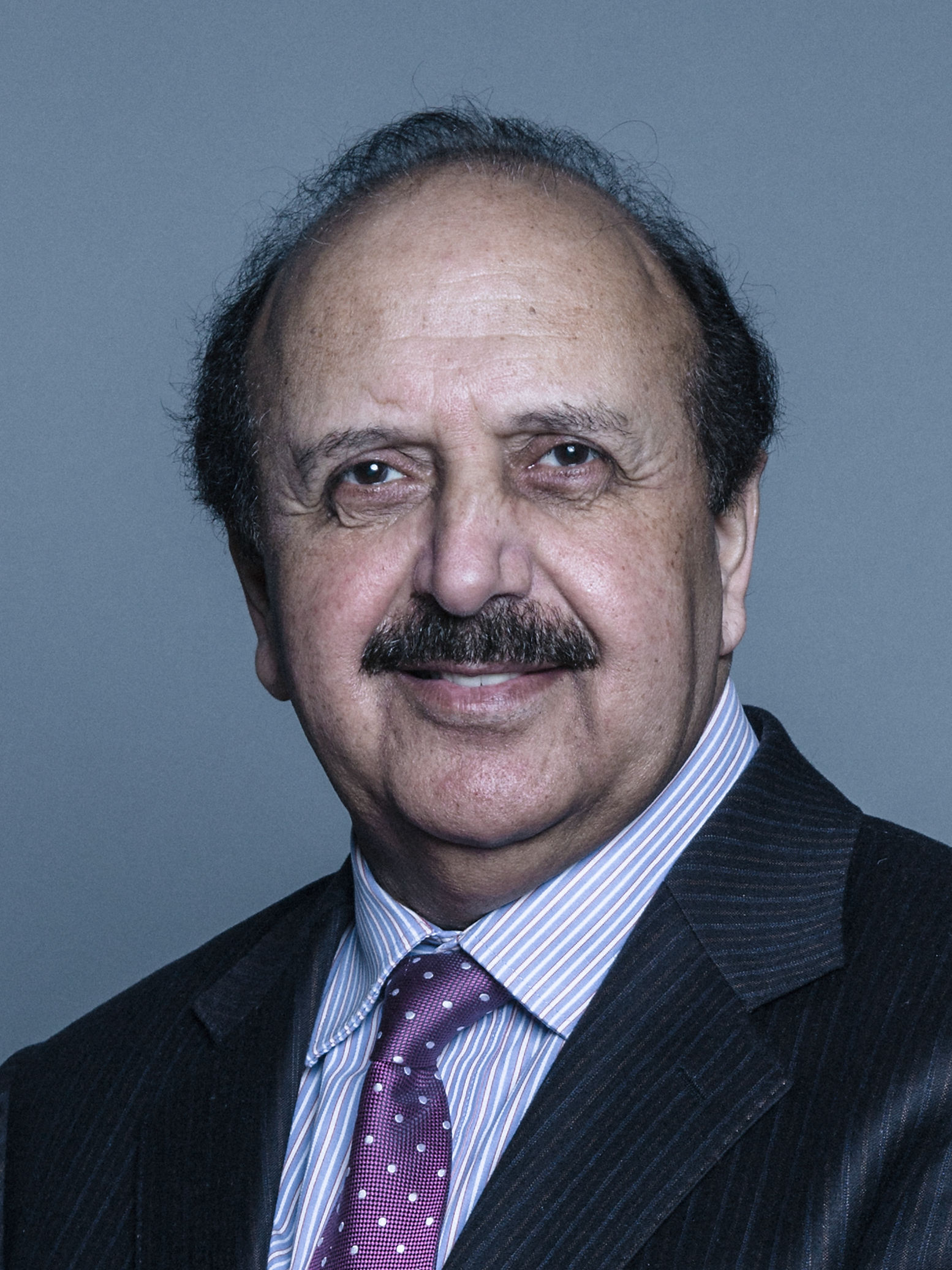
Qurban Hussain, Baron Hussain

Qurban Hussain, Baron Hussain (* 27. März 1956 in Kaschmir) ist ein britischer Unternehmer, Gewerkschaftsfunktionär und Politiker der Labour Party und jetzt der Liberal Democrats, der seit 2011 als Life Peer Mitglied des House of Lords ist.

## Leben
Der aus Kaschmir stammende Hussain ist als Unternehmer tätig und Miteigentümer des Wohnungs- und Hausverwaltungsunternehmens BMQ Properties. Nachdem er zwischen 1994 und 1996 Sekretär des Gewerkschaftsdachverbandes Trades Union Congress (TUC) in Luton war, trat er 1996 in die Labour Party ein, verließ diese aber 2003, um Mitglied der Liberal Democrats zu werden.
Unmittelbar darauf begann er seine politische Laufbahn in der Kommunalpolitik und wurde als Kandidat der Liberal Democrats zum Mitglied des Stadtrates von Luton gewählt, dem er seit 2003 angehörte. Nachdem er bei den Unterhauswahlen am 5. Mai 2005 im Wahlkreis Luton South erstmals erfolglos für ein Mandat im House of Commons kandidiert hatte, fungierte er zwischen 2005 und 2007 als stellvertretender Vorsitzender des Stadtrates von Luton.
Bei der Europawahl 2009 bewarb er sich für die Liberal Democrats für ein Mandat im Europäischen Parlament, erlitt aber eine Wahlniederlage. Auch bei den Unterhauswahlen am 6. Mai 2010 kandidierte Hussain im Wahlkreis Luton South wieder für einen Sitz im Unterhaus, verpasste aber nach seiner Wahlniederlage gegen die Wahlkreisinhaberin Margaret Moran erneut den Einzug in das House of Commons.
Durch ein Letters Patent vom 20. Januar 2011 wurde Hussain als Life Peer mit dem Titel Baron Hussain, of Luton in the County of Bedfordshire, in den Adelsstand erhoben. Am 25. Januar 2011 erfolgte seine Einführung (Introduction) als Mitglied des House of Lords. Lord Hussain engagiert sich derzeit unter anderem als Mitglied des Beirates des Cranford College im London Borough of Hounslow sowie als Mitglied des Verwaltungsrates des College von Central Bedfordshire in Dunstable.